# Central Nacional de Televisão
A Central Nacional de Televisão (também conhecida como Rede CNT) é uma rede de televisão brasileira gerada a partir de Curitiba, capital do estado do Paraná, e formada por emissoras de outras cinco cidades do país. Foi inaugurada em 1992 pelo empresário e político José Carlos Martinez com o nome Rede OM Brasil, que por sua vez era até então uma rede estadual com quatro emissoras no Paraná e ganhou expansão pelo país. Hoje é presidida pelo também empresário Flávio Martinez, que assumiu a empresa após a morte do irmão em 2003. Em um curto período de tempo, foi administrada também por José Eduardo de Andrade Vieira, na época dono do Banco Bamerindus, entre 1995 e 1996.
A programação da emissora era baseada em produções independentes, programas religiosos, entretenimento, variedades dentre outras atrações. Durante dois períodos, um em meados dos anos 1990 e o outro entre o final dos anos 2000 e início dos anos 2010, exibiu diversas novelas latinas de sucesso. Desde 2014 a Rede CNT aluga a programação entre 0h e 22h à TV Universal, de propriedade da Igreja Universal do Reino de Deus, enquanto as outras duas horas restantes são formadas por produções próprias ou independentes.

## História

### Rede OM Brasil
A Rede OM (sigla das Organizações Martinez) era uma cadeia de emissoras de televisão no Paraná cujo embrião foi a compra da TV Paraná, de Curitiba, pelo empresário e político José Carlos Martinez na década de 1970 e que foi expandida no decorrer dos anos após o recebimento das outorgas da TV Tropical, de Londrina, TV Carimã, de Cascavel, e TV Maringá com grande apoio dos presidentes da República da época. Até 1990 as estações de Londrina e Maringá retransmitiam a programação da Rede Bandeirantes e a trocaram pela da Rede Record, o que ocorreu com a TV Paraná em junho de 1991. Neste ano José Carlos e seu irmão Flávio iniciaram as movimentações para a criação de uma rede nacional com geração da TV Paraná, o que envolveu a aquisição da TV Corcovado do Rio de Janeiro, antes pertencente a Guilherme Stoliar e afiliada à MTV Brasil, por quinze milhões de dólares e um acordo de parceria com a TV Gazeta de São Paulo.
Estreando em 30 de março de 1992, a Rede OM foi a primeira rede nacional fora do eixo Rio-São Paulo. Dentre suas atrações, destacam-se a transmissão da Copa Libertadores da América daquele ano, a contratação de Galvão Bueno e filmes softcore. No entanto, a emissora entra em derradeira crise após ter seu nome envolvido no caso PC Farias.

### Década de 1990
Em 1993, houve uma reformulação na emissora e o nome Rede OM Brasil deu lugar à Central Nacional de Televisão, com as iniciais CNT. A emissora lançou seu novo nome e sua nova marca em 23 de maio de 1993, com o programa Clodovil em Noite de Gala, ao vivo do Teatro Ópera de Arame na Pedreira Paulo Leminski em Curitiba.
Em junho, o humorista João Kléber é contratado pela emissora para apresentar um programa de entrevistas. Finalmente a 25 de outubro, estreou o Programa João Kleber com apresentador homônimo, exibido de segunda a sexta, na madrugada.
Em novembro, a emissora contrata a jornalista Leila Richers, vinda da Rede Manchete, para apresentar o CNT Jornal direto da sede em Curitiba.
Também nesse ano, a CNT passa a exibir o programa de entrevistas Deles e Delas e é exibida a novela Guadalupe, estrelada por Adela Noriega. No entanto, essa novela não teve seu final exibido por um incêndio no estúdio de dublagem, que acabou por danificar as fitas.
Em 1994, a CNT investiu pesado no esporte, adquirindo o direito de transmissão do Campeonato Mundial de Fórmula Indy (com destaque para as 500 Milhas de Indianápolis e em parceria com a Rede Manchete, detentora dos direitos naquela ocasião) e o Campeonato Paranaense de Futebol, o qual já havia transmitido nos 2 anos anteriores.
No começo do ano, a apresentadora Mariane é contratada para apresentar o infantil Tudo por Brinquedo, já que Sérgio Mallandro, que estava cotado para apresentar o programa, retornou ao SBT. Exibido no horário nobre, o programa infantil atingiu ótimos índices de audiência, contando com um acervo de grandes clássicos da Hanna-Barbera.
Em maio, Marcelo Tas chega a emissora ressuscitando o seu famoso personagem Ernesto Varela no programa Brasil Na Copa. A emissora acompanhou todos os jogos da Seleção Brasileira na Copa do Mundo nos Estados Unidos, ganha pelo Brasil. Nessa mesma época, Valquíria Melnik estreia o Cine News, programa que dava dicas e mostrava o universo do cinema.
A emissora dedica um domingo inteiro para a cobertura das eleições de 1994.
Já no fim do ano, em dezembro, Clodovil é demitido da CNT e seus programas são extintos. João Marcello Bôscoli estreia o Cia. da Música na primeira semana de dezembro, substituindo Clodovil.
Em 1995, a emissora transmite, com exclusividade em TV aberta, os Jogos Pan-americanos de Mar del Plata.
A família Martinez vende 49% da emissora para o empresário José Eduardo de Andrade Vieira, dono do banco Bamerindus (que em 1996, faliu por problemas financeiros e administrativos).
Em 30 de março, estreia o programa de entrevistas Marília Gabi Gabriela, comandado pela jornalista Marília Gabriela contratada com um salário milionário, vinda da Rede Bandeirantes (ficando até 1996, quando ela deixa a emissora).
Em primeiro de maio estreia o Jornal Brasil Já, substituindo o CNT Jornal às 19h15 de segunda a sexta.
Luciano Huck estreia sua revista eletrônica chamada Circulando. A modelo Adriana Alcântara substitui Daniela Barbieri na apresentação do Walking Show. Daniela saiu da atração após uma briga com a produtora de João Dória Jr..
Em 30 de outubro, estreava outro sucesso: o interativo desenho animado dinamarquês do gnomo Hugo. Em duas edições diárias o telespectador se cadastrava e, ao ser contatado, comandava pelas teclas do telefone um jogo, concorrendo a vários prêmios. Ao jogador que não atingia a sua meta Hugo dizia "Agora não tem chororô, pois o seu jogo, oh, já acabou!". Apesar do sucesso, o programa foi retirado da grade em 2000.
Em novembro, o diretor Atílio Riccó é contratado para estruturar o departamento de teledramaturgia da emissora, que exibiu minisséries católicas em 1995.
Em 24 de novembro, a apresentadora Adriane Galisteu assina contrato com a emissora para comandar o Ponto G, aos sábados. O programa saiu do ar em 1996.
Em janeiro de 1996, José Carlos Martinez reassume os 49% da emissora e atrasa os salários dos funcionários já em fevereiro, gerando protestos. Em São Paulo, a afiliada TV Gazeta muda seu nome para CNT Gazeta.
No projeto de requalificação, Leila Richers volta ao CNT Jornal, que agora conta com Mino Carta, Ancelmo Gois, Fátima Turci e Juca Kfouri. Juca também ganha talk show na emissora no mesmo ano, onde entrevistou personalidades como Ronald Golias, Ana Paula Arósio, Tim Maia e Tom Cavalcante.
Em junho, a emissora arrenda a TV Aratu mudando seu nome fantasia para CNT Aratu, ficando nessa emissora pelo prazo de dois anos (1995-1997), tendo cobertura na maior parte da Bahia.
Já no segundo semestre, depois de uma saída conturbada há dois anos, o apresentador e estilista Clodovil retorna a CNT para apresentar o programa Retratos.
Também nesse ano, Eli Corrêa traz seu programa de rádio para a televisão, mas a experiência não deu certo e o programa foi extinto rapidamente; Ratinho subitamente faz sucesso e eleva a audiência da emissora com o programa 190 Urgente, ganhando projeção nacional.
Estreou o programa infantil TV Fofão, mas depois vai para a Rede Bandeirantes.
Na área de dramaturgia, a emissora produziu nesse ano o seriado Pista Dupla, as minisséries Irmã Catarina, Ele Vive e a novela Antônio dos Milagres. Nas noites de sexta-feira, a CNT exibia a sessão de filmes Sexta Brasil, apresentada por Deni Cavalcanti. A sessão exibia as famosas "pornochanchadas" da Boca do Lixo, produzidas nas décadas de 1970 e 1980.
Neste ano, a CNT fecha com exclusividade um contrato com a Televisa, conglomerado mexicano parceiro do SBT desde 1981. A parceria prevê exibição de novelas, programas humorísticos como Chespirito e o noticiário internacional do canal Eco, um canal de notícias popular no México.
No dia 17 de fevereiro, para barrar a estreia de A Indomada na Globo, a emissora estreia cinco novelas no mesmo dia: Coração Selvagem, Prisioneira do Amor, Império de Cristal (inéditas à época), Alcançar Uma Estrela e Simplesmente Maria (já exibida no SBT).
Barros de Alencar estreia seu programa no mês seguinte e estrearam os programas Estação Brasil com Rolando Boldrin e numa parceria com a Gazeta FM de São Paulo, estreia o programa Ligação, apresentado por Gutto Moreno.
No entanto, Patrícia de Sabrit rescinde automaticamente seu contrato após a programação sofrer uma reformulação, sendo seu último ano a frente do Walking Show.
Ratinho ganha programa de auditório e a estreia os programas El Show de Cristina e Lente Loco, exibidos em versão dublada. No CNT Jornal, Leila Richers abandona a bancada. Aproveitando o sucesso de Thalía na época, reprisa-se a novela Meus Quinze Anos e o clássico Chispita.
No fim do ano, por causa da greve dos dubladores, os programas Cristina e Lente Loco são cancelados e a novela Canavial de Paixões passa a ser legendada e o apresentador Ratinho se transfere para a Rede Record, motivado por promotores do Ministério Público e da Justiça Federal que pediam a extinção de seus programas. A emissora encerra o ano levando ao ar o especial Nova Força, que conta com a participação especial de Maurício Mattar, Claudinho e Buchecha e Deborah Blando.

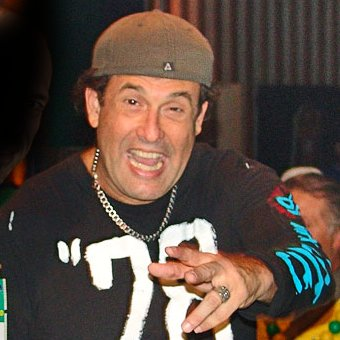
Sérgio Mallandro conseguiu boa audiência aos Sábados

No início do ano, a rede atinge 41% dos domicílios com TV no Brasil, através de 23 emissoras, sendo 5 próprias, com dezenas de retransmissoras. Ao mesmo tempo, a TV Gazeta anuncia que não pretende manter a parceria com a CNT, sem no entanto, dizer o prazo.
No segundo semestre, o programa Noite de Gala retorna a grade da emissora, agora apresentado pelo cantor Agnaldo Rayol.
Em julho do mesmo ano, a proibição dos sorteios de 0900 em emissoras de TVs por decisão judicial, faz com que a emissora entre em crise.
Em junho, o programa 190 Urgente é cancelado. A vaga é ocupada provisoriamente pelo Mesa Redonda, especial sobre a Copa do Mundo.
No dia 9 de outubro, teve sinal cortado juntamente com a Rede Manchete nas madrugadas pela recém-privatizada Embratel por dívidas em anos anteriores, entre 23 horas da noite até 6 horas da manhã, mas depois de acordo de pagamento, o sinal foi restabelecido pela Embratel no final do mês, ao contrário da Manchete.
Em 15 de dezembro, a Fundação Cásper Libero anunciou o fim das negociações à venda da TV Gazeta de SP ao Grupo Macal (Telemar), do empresário Antônio Dias Leite. O fracasso da venda torna incerto futuro da TV Gazeta e da paranaense CNT, cujo contrato de parceria entre as emissoras termina no final deste mês, mas depois essa parceria é renovada mais uma vez.
No início do ano, a rede atinge cerca de 40% dos domicílios com TV no Brasil, através de 20 emissoras, sendo 5 próprias, com dezenas de retransmissoras, relação pouco menor a de 1998.
Em 4 de janeiro de 1999, a CNT passa a transmitir sua programação em sinal digital através do satélite BrasilSat B3, já utilizado em fase de testes desde dezembro do ano anterior. Com o sinal digital, a emissora passou a ser transmitida pelos principais sistemas de TV por assinatura como SKY, DirecTV e Tecsat.
No mesmo mês, fracassou a venda conjunta da CNT e a CNT Gazeta, que formariam nova Rede com sede em são paulo.
Em 25 de fevereiro, depois de quase sete anos (iniciando com a Rede OM Brasil) a CNT deixou de ser transmitida em sinal analógico em Banda C, deixando muitos dos proprietários das antenas parabólicas e afiliadas sem sinal da rede. Na época, provocou inúmeros protestos dos telespectadores, por não terem sido avisados.
Nessa época, a TV Alagoas troca a CNT pela Rede Bandeirantes.
Nesse ano é marcado pela volta de Luiz Carlos Alborghetti no comando do policialesco Cadeia em março. No decorrer do ano, ocorrem as chegadas de Ronnie Von com o seu programa feminino Mãe de Gravata, Drica Lopes com o Mundo Clipper e Marcelo Costa, que depois de ficar 15 anos na Rede Record apresentando o Especial Sertanejo (na época, o programa da emissora era remanescente da Record antes de virar rede em 1990 e o mais antigo no ar até esta data), ao transferir para a CNT para apresentar o Família Sertaneja.
Sérgio Mallandro é o grande responsável por levar a CNT a liderança nessa mesma época, chegando a marcar picos de 17 pontos com suas pegadinhas na Festa do Mallandro.
Em setembro, a CNT estreia o programa de conteúdo erótico Puro Êxtase, apresentado por Regininha Poltergeist nas madrugadas. O programa não era exibido em São Paulo pela CNT Gazeta.
No mês seguinte estreia o Cassino Dance, apresentado por Anthony Cassinove (na época, Anthony Cassino) e gravado numa danceteria de São Paulo.
No final do ano, apesar de não possuir cobertura nacional, perder afiliadas, enfrentar crise e a saída em sinal aberto via satélite por parabólicas (ao decidir optar em sinal digital por ser mais barato), o ano de 1999 foi considerado o melhor ano da emissora, tanto em audiência, quanto em faturamento.

### Década de 2000
A última investida da CNT em parceria com a Gazeta foi no programa Fui ao Vivo, apresentado por Eri Johnson. O programa tinha a missão de revitalizar a audiência da emissora aos domingos e contava com a participação de diversos artistas. O programa, no entanto, durou pouco menos de um mês no ar por falta de verba, audiência e patrocinadores.
Em 30 de junho de 2000, chega ao fim a parceria da CNT com a TV Gazeta. A emissora paulistana não renova a afiliação com a CNT e inicia o seu próprio projeto de rede. De acordo com Marinês Rodrigues, o avanço da CNT para as praças do interior paulista foi um fator determinante para o encerramento do acordo. Para tapar o buraco, a emissora coloca no ar o Programa da Lili, durante as tardes.
A Gazeta resolve dar seus próprios passos para ser rede nacional, abocanhando diversos  apresentadores e fechando com a TV Itatiaia de Belo Horizonte, que passa a ser afiliada à nova rede. Mesmo perdendo o maior mercado publicitário e de audiência do país, a CNT mantém uma programação diária entre 14 e 24 horas.
Tentando minimizar os estragos em São Paulo, a CNT ensaiou uma volta de duas formas: através de uma parceria com o Canal 21, que não prosperou e outra através do canal analógico 14, em UHF. Contudo, interferências no sinal da recém-inaugurada TV Diário de Mogi das Cruzes fez com que os testes fossem suspensos.
Em novembro, o diretor artístico da emissora Deni Cavalcanti pede demissão, pouco depois de acertar as recontratações de Clodovil e Ferreira Netto. Dentre os motivos alegados, estão a má administração da empresa.

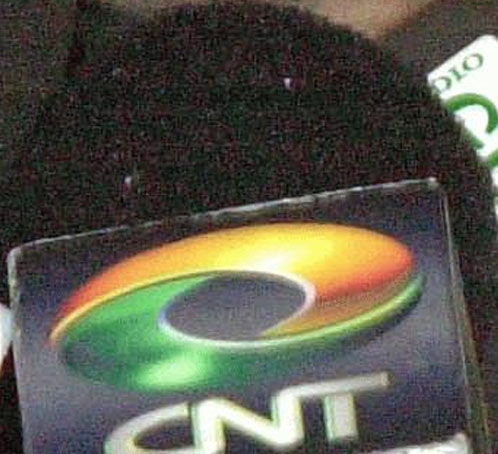
Detalhe do microfone da emissora nos anos 2000

Em 2001, a CNT volta a retransmitir sua programação para a capital de São Paulo em canal de UHF próprio, o canal 26. Nessa época, os apresentadores Ronnie Von e Clodovil (até então, as estrelas da casa) se transferem para a Rede Mulher e TV Gazeta, respectivamente.
Em 2002, a emissora transmite os desfiles do Grupo de Acesso do carnaval carioca, em parceria com Jorge Perlingeiro e a emissora consegue se destacar pelos programas infantis Bom É Ser Criança, com Aline Barros e  Mel Mania  com Cristina Mel. No segundo semestre, morre o apresentador Ferreira Netto.
Em 2003, falece tragicamente em acidente aéreo seu fundador e então presidente José Carlos Martinez. Seu velório é transmitido 24 horas pela emissora, onde funcionários, amigos e familiares lhe transmitiram um último adeus. O então Vice-Presidente de Operações, Flavio Martinez assume a presidência nacional da rede.
Em 2006, dois programas jornalísticos se destacam: o CNT Jornal, apresentado por Gilberto Campos e Marcelo Ribeiro, com participação dos repórteres Djalma Cordeiro, Renata Brumano e Marco Antônio Gonçalves e edição de José Renato Garcia; e Jogo do Poder, ancorado por Carlos Chagas, com participação de José Renato Garcia, Djalma Cordeiro e Marco Antônio Gonçalves e produzido por Deli Dias.
No mesmo ano, após a perda do direito de transmissão pela RPC TV (afiliada da Rede Globo no Paraná), a CNT acertou um contrato de último minuto com a Federação Paranaense de Futebol para a transmissão exclusiva em rede nacional do Campeonato Paranaense.
Ainda em 2006 a emissora exibe o Mundial Interclubes da FIFA e Andréa Veiga é contratada para apresentar o Gente como Você, programa feminino exibido nas tardes da emissora, permanecendo na emissora até abril de 2007.
Em 17 de abril de 2007, a CNT passou a transmitir para todo país a programação produzida pela TV JB, resultado de uma parceria entre a CNT e a Companhia Brasileira de Multimídia (CBM), que controla o Jornal do Brasil, a Gazeta Mercantil e a revista Forbes Brasil.
No entanto, no dia 5 de setembro do mesmo ano, a parceria entre a CNT e a CBM foi desfeita. Durando apenas 5 meses, o motivo foi uma dívida de três meses de aluguel calculado em mais de 15 milhões de reais. A CBM tentou negociar essa dívida com a CNT, mas a família Martinez não aceitou nenhuma proposta.
Com o fim da parceria, a CNT transmitiu reprises de programas antigos e infomerciais. Dentre eles, o seriado Pista Dupla e os programas Vida de Artista e Fusão. Aos poucos se restabelecendo com o programa Mallandro 220V, algumas sessões de filmes e a série Largo Winch.
Em julho de 2008, estreia o novo CNT Jornal com a apresentação de Salette Lemos. No mesmo mês, estreou a versão televisiva do Transalouca (programa de rádio da Transamérica Pop), apresentada por Ruy Balla. E é anunciada a volta da parceria com a Televisa.

### Década de 2010
No dia 5 de fevereiro de 2013, os principais sites veicularam que a família Martinez vendeu a CNT para Valdemiro Santiago (líder da Igreja Mundial do Poder de Deus) por R$ 500 milhões. Somente em março, em nota no próprio site da rede, os donos da emissora negaram a venda.
Em 25 de outubro, depois de mais de 14 anos fora do satélite analógico, a CNT volta a ter sinal para o satélite StarOne C2, através da frequência 1080 MHz. A volta da CNT ao satélite não é esclarecida, mas segundo observadores do mercado, foi consequência direta do contrato com a Igreja Universal contra a Igreja Mundial, mas a rede CNT nega. Outra coincidência é que, com a volta da rede em sinal analógico, constatou-se que todas as dívidas contraídas na década de 90 com a Embratel, incluídos juros e correções monetárias, foram pagas. A frequência 1080 MHz, que era anteriormente ocupada pela TV Diário, saiu do ar exatamente 10 anos depois da CNT, em 25 de fevereiro de 2009.
No dia 9 de junho de 2014, é iniciada a retransmissão dos cultos da Igreja Universal do Reino de Deus da 0h até as 22h, através da TV Universal. Com apenas duas horas de programação diária, a rede é acusada de violar a lei ao arrendar 92% da grade para terceiros. Em dezembro o Ministério Público entra com uma ação contra a emissora, pedindo a anulação de outorga por infrigir a legislação. No dia 18 de janeiro de 2015 o Ministério das Comunicações instaura procedimentos administrativos para investigar o contrato entre a CNT e a Igreja Universal. Alega-se que o arrendamento da igreja é ilegal, visto que a lei permite que apenas 25% da programação de uma rede de televisão seja locada. Na ação, é solicitado que a CNT saia do ar durante a investigação e que a Universal tenha seus bens bloqueados, mas o pedido de saída do ar é negado pelo juiz.
Em novembro de 2017 a filial de Londrina passou a ter seu sinal retransmitido em Belo Horizonte e Brasília. Em janeiro de 2018 a rede colocou à venda sua sede em São Paulo, e em maio de 2019 anunciou o encerramento das atividades de sua sucursal em Brasília, onde até então era produzido o CNT Jornal.